# Zelfklevende postzegel
Een zelfklevende postzegel is een postzegel met zodanige gomlaag dat deze zonder te bevochtigen kan worden opgeplakt. De eerste zelfklevende postzegels werden in tropische klimaten uitgegeven als oplossing tegen het vochtige klimaat en werd in 1964 in Sierra Leone uitgegeven. In Nederland waren de decemberzegels van 1995 de eerste zelfklevende postzegels.
In Nederland worden (ook) de zelfklevende postzegels eerst voorzien van een synthetische gomlaag; daarbovenop wordt een laag zelfklevende gom aangebracht. Zodoende is het afweken van de (Nederlandse) zelfklevende postzegels gemakkelijk, in water: de synthethische gomlaag lost op en de postzegel laat los van de zelfklevende laag.
andreaskruis · baarfrankering · brandkastzegel · cinderella · decemberzegel · dienstzegel · doorloper · dwangtoeslagzegel · eerste postzegelemissie · gelegenheidszegel · gemeenschappelijke postzegelemissie · gemengde frankering · gepersonaliseerde postzegel · kinderpostzegel · langlopende postzegel · luchtpostzegel · perfin · portzegel · postpakketzegel · postzegel met tab · postzegelboekje · spoorwegzegel · toeslagzegel · vertanding · voorafstempeling · zelfklevende postzegel · zomerpostzegel · zondagstrookje
Portaal · Categorie